# Trelock

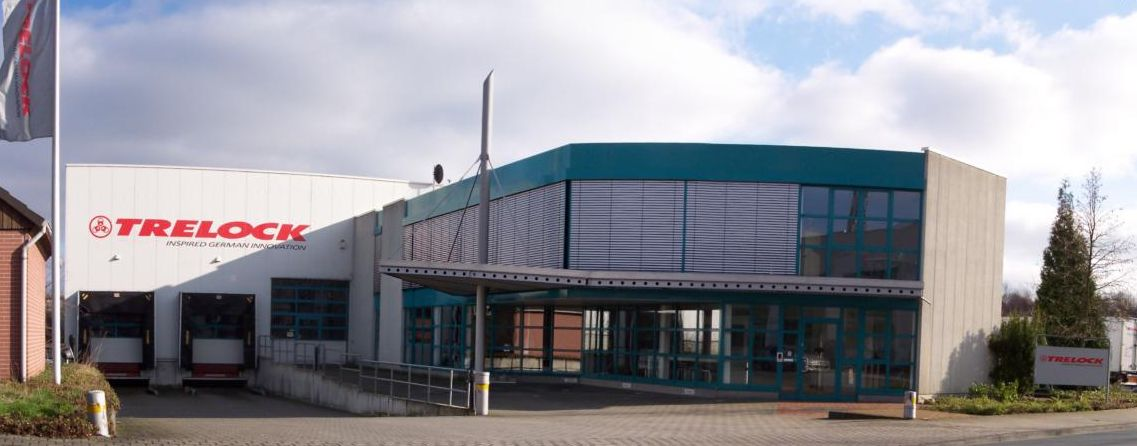
Die Trelock-Zentrale in Münster

Die Trelock GmbH ist ein deutsches Unternehmen aus Münster mit Produktionsstätten in Münster, Taiwan und China. Das Unternehmen ist hauptsächlich in der Entwicklung und Herstellung von Fahrradzubehör tätig, wie zum Beispiel Fahrradschlösser und Lichtsysteme für Fahrräder.

## Geschichte
Die Unternehmensgeschichte beginnt Mitte des 19. Jahrhunderts. Ursprünglich war die Trelock GmbH Teil der Aug. Winkhaus GmbH & Co. KG. 2001 wurde das Unternehmen durch ein Management-Buy-out selbständig. Seit 2015 produziert das Unternehmen, nachdem die Produktion zuvor zur Gänze nach Fernost ausgelagert worden war, auch wieder in Deutschland. 2016 wurde Trelock von dem irischen Sicherheitstechnik-Unternehmen Allegion Plc übernommen.

## Produkte
Trelock entwickelt und produziert diverse Fahrradschlösser und Beleuchtungssysteme für Fahrräder. Zu den Fahrradschlössern zählen unter anderem Kabelschlösser, Kettenschlösser, Faltschlösser, Rahmenschlösser und Bügelschlösser sowie die jeweils dazugehörigen Halter. Mittlerweile bietet Trelock auch einen Bodenanker an. Bei den Lichtsystemen unterscheidet das Unternehmen je nach Art der Stromproduktion und -zufuhr zwischen Systemen mit Dynamo, Batterie oder USB. Seit 2022 produziert Trelock auch Fahrradlichter mit Street-Screen-Technologie. Diese Technologie ermöglicht es z. B., dass Pfeile auf den Boden projiziert werden, die die Abbiege-Absicht des Fahrers anzeigen.